# Sporobolus centrifugus
Sporobolus centrifugus är en gräsart som först beskrevs av Carl Bernhard von Trinius, och fick sitt nu gällande namn av Christian Gottfried Daniel Nees von Esenbeck. Sporobolus centrifugus ingår i släktet droppgräs, och familjen gräs. Inga underarter finns listade i Catalogue of Life.